# Rosser
Rosser – wieś w Stanach Zjednoczonych, w stanie Teksas, w hrabstwie Kaufman.